# NGC 5670
NGC 5670 في الفهرس العام الجديد، هي مجرة محدبة، تقع في كوكبة السبع. اكتشفت في 1 يوليو 1834 بواسطة جون هيرشل.

## روابط خارجية
- NGC 5670 على موقع ويكي سكاي: DSS2, SDSS, GALEX, IRAS, Hydrogen α, X-Ray, Astrophoto, Sky Map, Articles and images